# Husturbindrift
Husturbindrift (engelska: House Load Operation) innebär att ett kraftverk med ångturbiner vid störning eller avbrott på anslutande nät på ett kontrollerat sätt övergår till att enbart försörja sin egenförbrukning. Detta möjliggör för kraftverket att ligga i beredskap och snabbt återuppta sin elproduktion när anslutande nät har stabiliserats och åter blivit tillgängligt.

## Förlopp
Vid normal drift matas ångturbinen med ånga från kärnreaktor eller ångpanna, där turbinen driver en generator som i sin tur levererar elkraft till anslutande nät. En inte försumbar del av den producerade strömmen, för kärnkraftverk typiskt fem procent, används av kraftverkets egna pumpar och processystem.
Skulle anslutande nät falla bort måste följande moment lyckas för en lyckad övergång till husturbindrift:
- Generatorn måste mycket snabbt frånskiljas från nät och minska elproduktionen från full-last till stationens egenförbrukning, typiskt cirka 5 procent.
- Nästan lika snabbt måste ångmängden till turbinen minskas i motsvarande grad, annars kommer turbin och generator att snabbt öka i varvtal när generatorn förlorat en stor del av sin last, typiskt cirka 95 procent. Minskningen av ångmängd sker genom att öppna dumpventiler, som leder bort en stor del av ångan direkt till kondensor eller omgivning istället för till turbinen.
- Därefter görs en gradvis minskning av effekten i ångpanna eller reaktor, för kärnkraftverk kanske till 40 procent, och överskottsångan dumpas fortsatt till kondensor eller omgivning.[3]

Flera av förloppen är snabba och kräver goda reglersystem för att övergången ska lyckas utan att över- eller underskrida gränsvärden för till exempel varvtal och spänning, vilket i så fall ger snabbstopp beordrat från skyddssystem.

### Konsekvenser av misslyckad övergång
Om övergången misslyckas kommer kraftverkets olika processystem att förlora sin kraftförsörjning och snabbstoppa. Återstart av kraftverket efter ett snabbstopp är en komplicerad och tidskrävande process, och det tar betydligt längre tid att återuppta elproduktionen jämfört med om övergång till husturbindrift lyckats.
Skillnaden mellan lyckad respektive misslyckad husturbindrift är särskilt påtaglig för kärnkraftverk av flera skäl:
- Efter en alltför snabb effektminskning fås en ökning av xenon-halten i reaktorn som ger ökad absorption av neutroner vilket kan omöjliggöra återstart innan xenon-halten efter ett antal timmar klingat av.[5]
- Vid misslyckad övergång till husturbindrift kommer reaktorns skyddssystem att beordra snabbstopp, vilket av säkerhetsskäl kräver inspektioner och analyser av stopp-förloppet innan återstart tillåts.
- Kärnkraftverk har processystem med strikta krav på olika processparametrar. Vid ett snabbstopp sker till exempel i tryckvattenreaktorer (den vanligaste reaktortypen internationellt) en stor inpumpning av bor för att säkerställa underkritisk reaktor, som före återstart måste minskas genom spädning och rening. Även andra processparametrar kan behöva tidskrävande reningsprocedurer för att återställas efter avbrott i kraftförsörjningen.

### Fördelar med lyckad övergång
Lyckad övergång till husturbindrift innebär att kraftverket är "stand-by" för att med kort varsel bidra till elproduktionen. Genom att anläggningen är i drift under hela störningen undviks vissa belastningar och processvariationer från stopp och start som kan ge slitage och påfrestningar. Anläggningen behöver inte heller förlita sig på nödkraftaggregat som kan ha begränsningar i kapacitet och elkvalitet jämfört med huvudgeneratorerna.
Lyckad övergång är således gynnsamt för samhället och kraftsystemet som snabbare och mer pålitligt kan få tillbaka elförsörjning, men även gynnsamt för säkerhet och livslängd hos kraftverket.